# Podochilus plumosus
Podochilus plumosus är en orkidéart som beskrevs av Oakes Ames. Podochilus plumosus ingår i släktet Podochilus och familjen orkidéer.
Artens utbredningsområde är Filippinerna. Inga underarter finns listade i Catalogue of Life.